# Pontikonísi (ö i Grekland, Joniska öarna)
Pontikonísi är en ö i Grekland.   Den ligger i prefekturen Nomós Kerkýras och regionen Joniska öarna, i den västra delen av landet, 400 km nordväst om huvudstaden Aten. 